# قوی‌دلان: جنگ جهانی اول
قوی‌دلان: جنگ جهانی اول (به انگلیسی: Valiant Hearts: The Great War) یک بازی ویدئویی در سبک ماجراجویی و معمایی است که توسط یوبی‌سافت مون‌پلیه توسعه داده شده و به‌وسیلهٔ یوبی‌سافت منتشر شده‌است. این بازی در ژوئن ۲۰۱۴ برای پلتفرم‌های مایکروسافت ویندوز، پلی‌استیشن ۳، پلی‌استیشن ۴، ایکس‌باکس ۳۶۰، و ایکس‌باکس وان عرضه شد.
بلافاصله پس از انتشار، قوی‌دلان با واکنش‌های مثبتی از سوی منتقدان همراه بود، که پس‌زمینه، انیمیشن، موسیقی و توسعه دهنده را به سبب اینکه بازیکنان را قادر می‌سازد در حین بازی در مورد تاریخ اطلاعات بیشتری کسب کنند مورد تحسین قرار گرفت، اگرچه منتقدان نسبت به داستان و روند بازی انتقاداتی داشتند. این بازی همچنین نامزد چندین جایزهٔ پایان سال از جمله بهترین داستان در جوایز بازی ۲۰۱۴ شد. یوبی‌سافت بعدها این بازی را برای سیستم‌های دیگری همچون آی‌اواس، اندروید، نینتندو سوئیچ، و استادیا منتشر کرد. 

## داستان بازی
داستان بازی به سال ۱۹۱۴ بازمی گردد. زمانی که آرشیدوک فرانتس فردیناند، پادشاه حکومت اتریش-مجارستان، توسط گاوریلو پرنسیپ صرب ترور و به قتل رسید و موجب شروع جنگ جهانی اول شد.
امیل پیر، پیش از شروع جنگ جهانی، همراه با دخترش،ماری،داماد او،کارل و نوه تازه به دنیا آمده اش در سنت میهیل فرانسه زندگی میکردند. امیل و  کارل مشغول به شغل کشاورزی بودند که اعلام شروع جنگ در تمامی کشور می پیچد. با توجه به اعلام موضع کشور آلمان که در همسایگی فرانسه بود، فرانسه نیز شروع به اخراج کردن آلمانی های مقیم فرانسه کرد. کارل نیز یکی از این افراد بود. کارل از فرانسه اخراج شد و از خانواده اش نیز دور شد. در همان اوضاع،نامه‌ای به امیل ارسال میشود که از او در آن نامه درخواست شده بود که به ارتش برای نبرد با نیروی زمینی آلمان بپیوندد. امیل نیز راهی سفر برای معرفی خود به ارتش شد. او خود را به ارتش معرفی کرد و پس از تجهیز شدن به سلاح و یونیفرم و آموزش های نظامی،راهی پاریس شد. در پاریس،با یک فرد آمریکایی تبار به نام فردی آشنا شد اما تا مدتی او را ندید. سپس راهی شهری مرزی برای شروع نبرد شد.در همان ابتدا وارد نبردی نفس گیر شد و در آن جنگ مجروح و به اسارت آلمان ها درآمد. وقتی امیل بیهوش از درد روی زمین افتاده بود،توسط کارل که در ارتش آلمان ها خدمت میکرد شناسایی شد.وقتی امیل به هوش آمد،خود را در اردوگاه آلمان ها یافت و با کارل ملاقات کرد.امیل در ارتش آلمان به عنوان اسیر مشغول آشپزی شد که اردوگاه توسط انگلیسی ها مورد حمله قرار گرفت.همه فرار کردند بجز امیل که زیر آوار مانده بود که توسط یه سگ نجات یافت.سگی که پیش از آن به او آب و غذا داده بود.سگ با امیل همراه شد که در مسیر بوی گوشت به مشام سگ میرسد.سگ میدود اما در سیم خاردار گیرمیکند.فردی که در جبهه فرانسه به کمک انگلستان آمده بود،به جلو روی ادامه داد تا به پناهگاه بارون ون دورف-مسئول ارتش آلمان-رسید.ون دورف وقتی متوجه محاصره شد به همراه بعضی سربازان که کارل نیز جزوشان بود،فرار کرد.